# Kall (soldatnamn)
Kall är ett svenskt efternamn som förekom som soldatnamn. 2017 bars efternamnet Kall av 171 personer i Sverige.